# Ayumu Nedefuji
Ayumu Nedefuji (japanisch 子出藤歩夢 Nedefuji Ayumu; * 7. April 1994 in Otaru) ist ein ehemaliger japanischer Snowboarder. Er startete in der Disziplin Halfpipe.

## Werdegang
Nedefuji nahm von 2008 bis 2017 an Wettbewerben der World Snowboard Tour und der FIS teil. Dabei kam er bei den Juniorenweltmeisterschaften 2009 in Nagano und bei den Juniorenweltmeisterschaften 2010 in Cardrona jeweils auf den 17. Platz. Bei den Juniorenweltmeisterschaften 2011 in Chiesa in Valmalenco gewann er die Bronzemedaille. Zu Beginn der Saison 2011/12 nahm er in Cardrona erstmals am Snowboard-Weltcup teil, wobei er den sechsten Platz errang. Im weiteren Saisonverlauf wurde er im Stoneham Vierter und belegte zum Saisonende den 17. Platz im Freestyle-Weltcup sowie den zehnten Rang im Halfpipe-Weltcup. In der Saison 2012/13 erreichte er mit Platz zwei in der Sierra Nevada seine einzige Podestplatzierung im Weltcup und zum Saisonende mit dem 14. Platz im Freestyle-Weltcup sowie den siebten Rang im Halfpipe-Weltcup seine besten Gesamtergebnisse. In der folgenden Saison belegte er mit zwei Top-Zehn-Platzierungen den 21. Platz im Freestyle-Weltcup sowie den 14. Rang im Halfpipe-Weltcup und in Sotschi bei seiner einzigen Teilnahme an Olympischen Winterspielen den 32. Platz. In der Saison 2014/15 holte er bei der Winter-Universiade 2015 in der Sierra Nevada die Goldmedaille und errang bei den Snowboard-Weltmeisterschaften 2015 am Kreischberg den 29. Platz. In der Saison 2016/17 gewann er bei den Winter-Asienspielen 2017 in Sapporo die Bronzemedaille und absolvierte in Pyeongchang seinen 15. und damit letzten Weltcup, welchen er auf dem 27. Platz beendete.

## Teilnahmen an Weltmeisterschaften und Olympischen Winterspielen

### Olympische Winterspiele
- 2014 Sotschi: 32. Platz Halfpipe

### Snowboard-Weltmeisterschaften
- 2015 Kreischberg: 29. Platz Halfpipe

## Weltcup-Gesamtplatzierungen
| Saison  | Freestyle | Freestyle | Halfpipe | Halfpipe |
| Saison  | Punkte    | Platz     | Punkte   | Platz    |
| ------- | --------- | --------- | -------- | -------- |
| 2011/12 | 932       | 17.       | 932      | 10.      |
| 2012/13 | 1320      | 14.       | 1320     | 7.       |
| 2013/14 | 784       | 21.       | 784      | 14.      |
| 2014/15 | 270       | 59.       | 270      | 19.      |
| 2015/16 | 80        | 127.      | 80       | 53.      |
| 2016/17 | 235       | 110.      | 235      | 36.      |